# バウハウス
バウハウス（ドイツ語: Bauhaus）は、1919年4月12日、ヴァイマル共和政期ドイツ東部のヴァイマルに設立された。工芸・写真・デザインなどを含む美術と建築に関する総合的な教育を行った。また、その流れを汲む合理主義的・機能主義的な芸術を指すこともある。無駄な装飾を廃して合理性を追求するモダニズムの源流となった教育機関であり、活動の結果として現代社会の「モダン」な製品デザインの基礎を作り上げた。
バウハウスはドイツ語で「建築の家」を意味する。中世ヨーロッパの建築職人組合であるバウヒュッテ (Bauhütte, 建築の小屋) という語をヴァルター・グロピウスが現代風に表現したものである。

## 概要
世界で初めて「モダン」なデザインの枠組みを確立した美術学校である。学校として存在し得たのは、ナチスにより1933年に閉校されるまでの14年間だが、先進的な活動は、現代美術に影響を与えた（「モダニズム建築」「20世紀美術」の項を参照）。バウハウスは左翼だと批判されたこともある。しかしヴァルター・グロピウスは、このような急進的な考えに賛同せず、バウハウスは完全に政治的に中立だと述べた。19世紀までの装飾性に富んだ歴史主義建築などとは異なり、バウハウスの芸術家が生み出したデザインは合理的かつシンプルなデザインであるため、大量生産に適していた。そして、20世紀初頭に巻き起こった、製品の合理性を追求するモダニズムの流れの中で、バウハウスのデザイン手法も派生を繰り返しながら拡大していった。

## 沿革

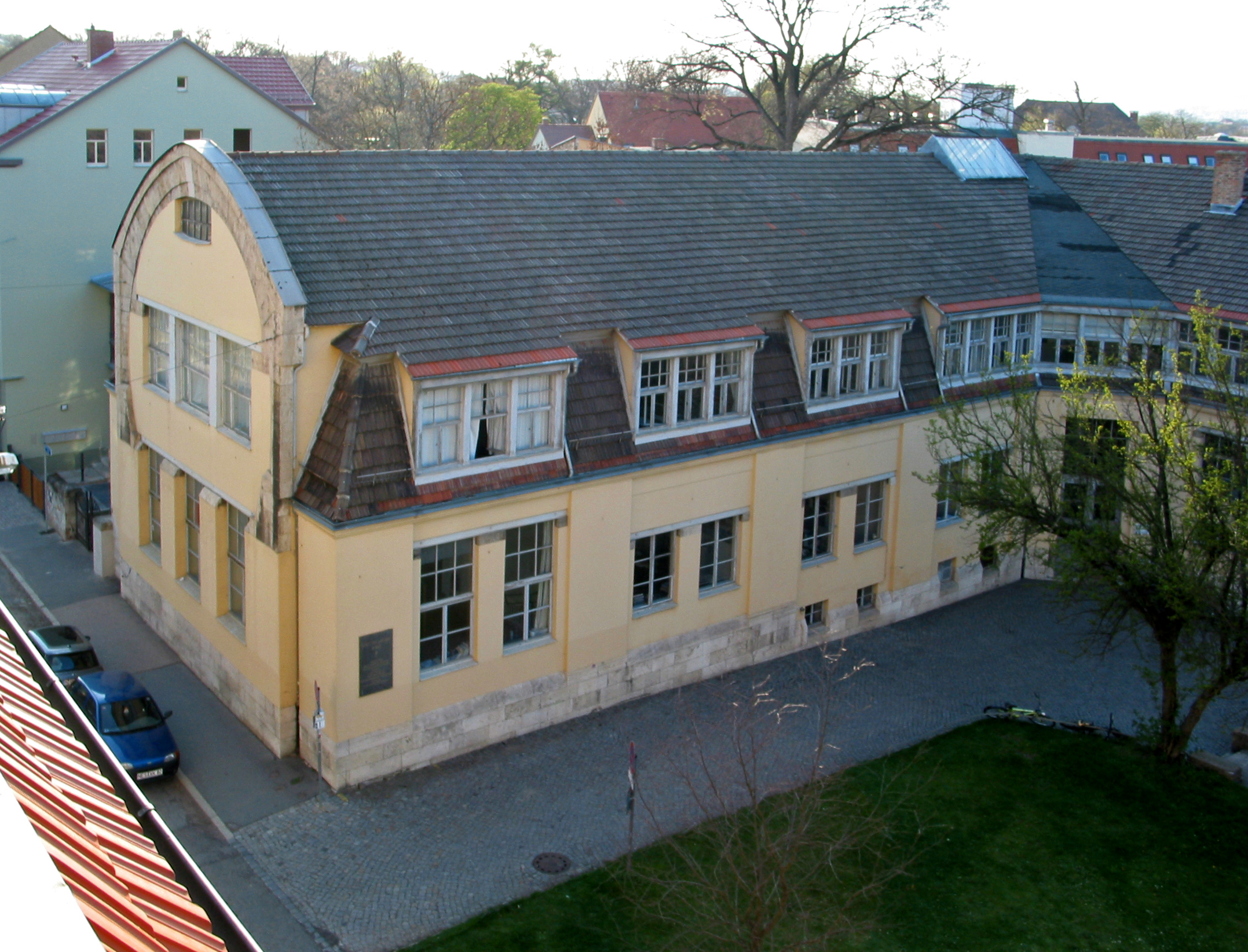
ヴァイマル校

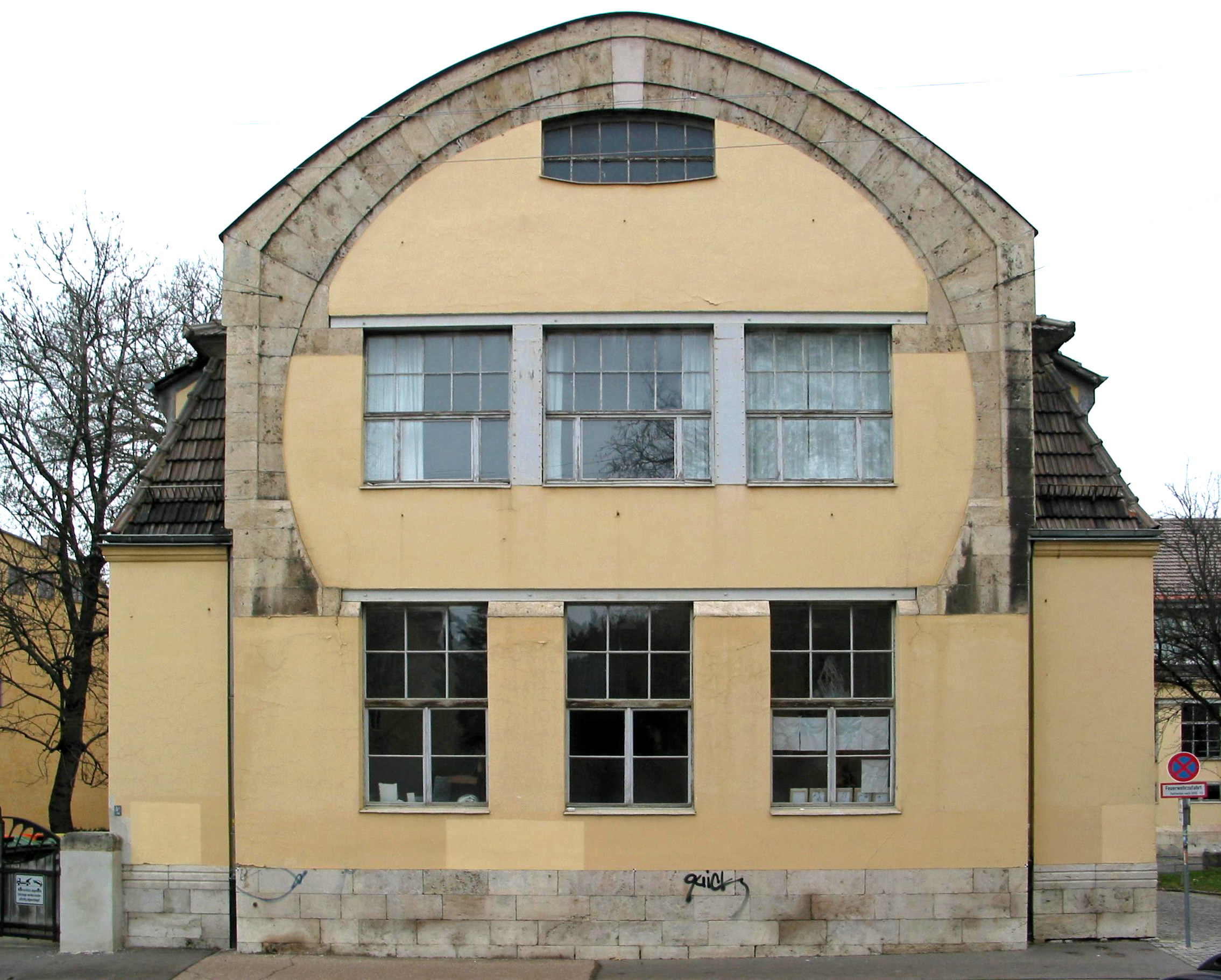
ヴァイマル校

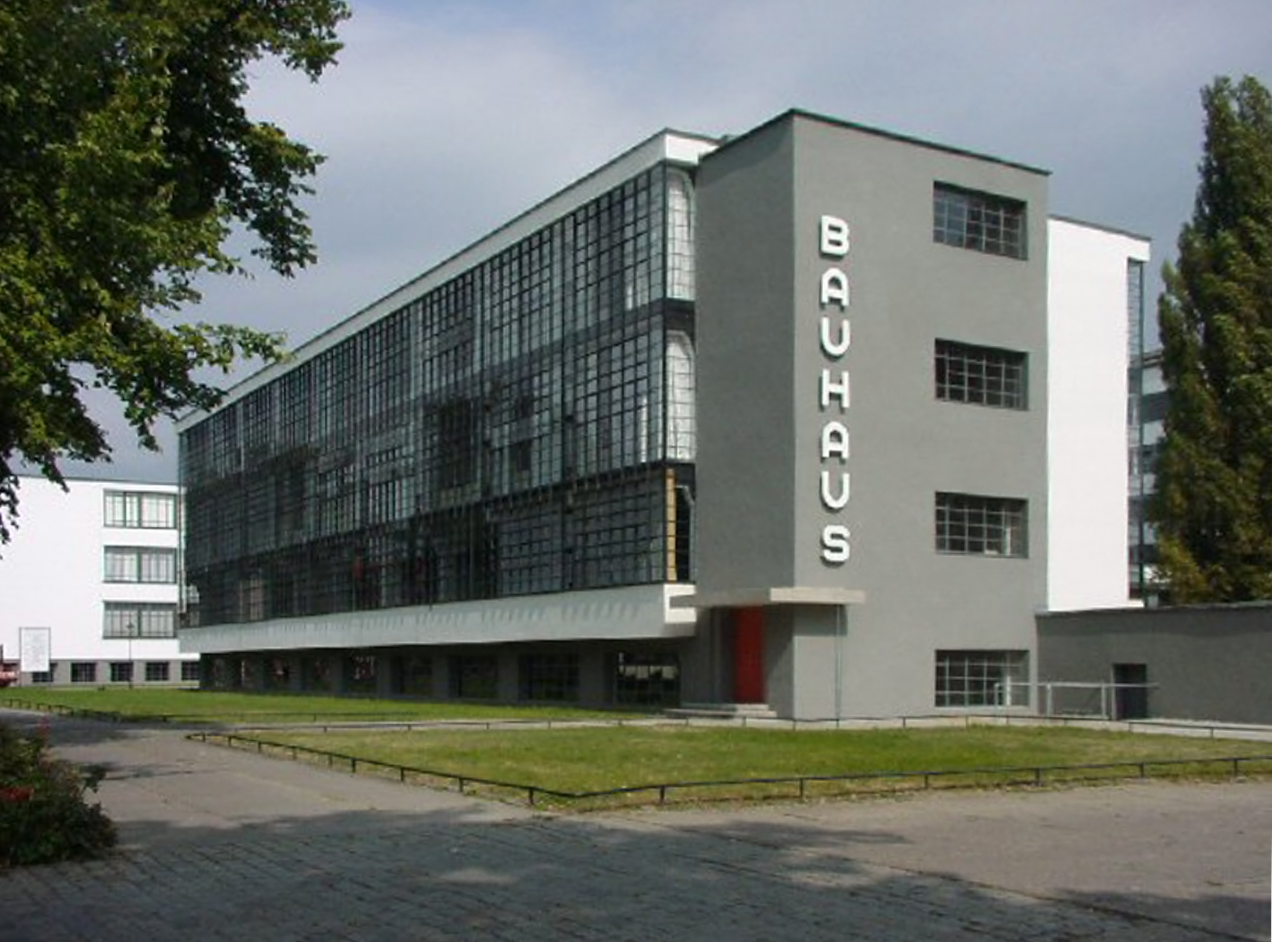
デッサウ校

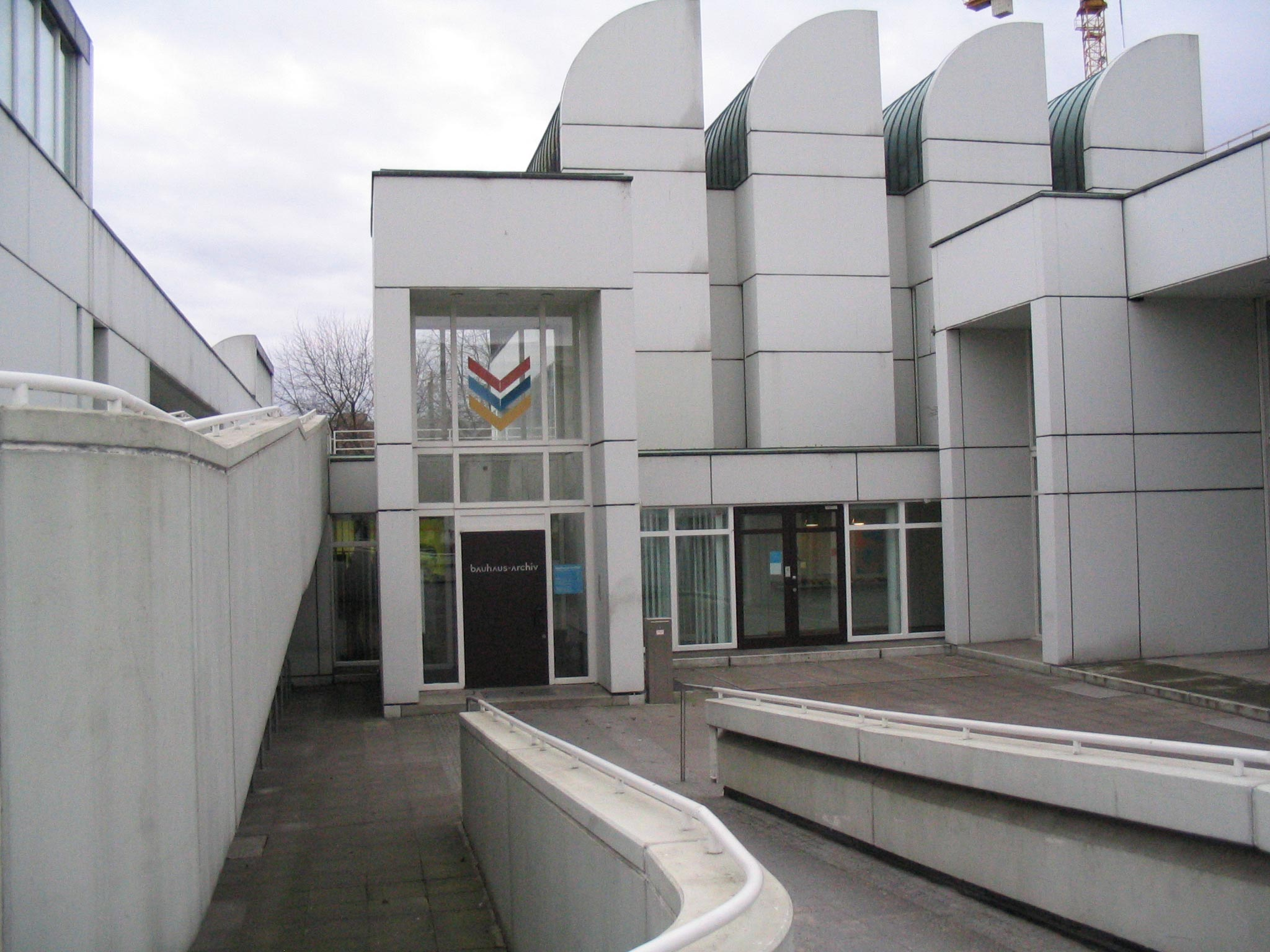
ベルリンにあるバウハウス記念館（Bauhaus-Archiv）

バウハウスの歴史はわずか14年間であるが、この間に運営方法は大きく変わった。
ヴァイマル大公ヴィルヘルム・エルンストは、ベルギーの建築家でアール・ヌーヴォーに造詣の深いアンリ・ヴァン・デ・ヴェルデをヴァイマルに招聘した。1902年、ヴェルデは私設の「工芸ゼミナール」を設立し、1908年に「大公立美術工芸学校」へ発展した。1911年には、ヴェルデ設計による工芸学校の校舎が建てられた。
ヴァン・デ・ヴェルデはケルンでのドイツ工作連盟展（1914年）で、イギリスのアーツ・アンド・クラフツ運動の影響を受け、規格化を重視したドイツ工作連盟のヘルマン・ムテジウスと衝突して（ドイツ語: Typenstreit、規格化論争）1915年にドイツを去らざるを得なくなり、工芸学校をヴァルター・グロピウスに託した。
第一次世界大戦後にドイツ革命（1918年11月3日 - 1919年8月11日）が勃発。ドイツ帝国が崩壊して大公の統治が終わり、ヴァイマル共和国が成立した。1919年、工芸学校と美術学校が合併して「国立バウハウス・ヴァイマル」設立（ヴェルデ設計の旧工芸学校の校舎を使用）。初代校長にグロピウスが就任し、同年にバウハウス創立宣言が出された（ちなみに宣言の表紙はリオネル・ファイニンガーの「社会主義の大聖堂」）。宣言でグロピウスは「芸術家と職人の間に本質の差はない。階級を分断する思い上がりをなくし、職人の新しい集団を作ろう」と呼び掛けた。
バウハウスは1919年にワイマールで設立された。予備課程を担当していたヨハネス・イッテン の方針から、初期の教育内容は、合理主義的（機能主義的）なものと表現主義的（神秘主義・精神主義的、芸術的、手工業的）なものとを混合していた。
1920年にソヴィエト連邦で設立されたヴフテマスは、バウハウスよりも大きな学校だった。1922年にソ連の高等芸術学校ヴフテマス（1920年 - 1930年）から招聘したワシリー・カンディンスキーがロシア・アヴァンギャルドの構成主義的な造形教育を開始した後、グロピウスはオランダのデ・ステイル（ピエト・モンドリアンによる新造形主義や、テオ・ファン・ドゥースブルフによる要素主義）の影響を受け、より合理主義的・機能主義的な考え方をとるようになった。やがて、グロピウスとヨハネス・イッテンとの間に対立が生じ、1923年にイッテンがバウハウスを去り、後継者にはハンガリー・ルーマニア戦争によりハンガリーを亡命したモホリ＝ナジ・ラースローが就任、予備課程を担当した。その結果、合理主義・機能主義が、バウハウスの中心的な教育傾向となっていった。これは工業デザインや大量生産に合致するものであった。
ヴァイマルのバウハウスは閉鎖され、1925年にデッサウに移転し、「市立バウハウス・デッサウ」となった。デッサウの校舎はグロピウスの設計によるもので、モダニズム建築の代表作として各国に紹介された。現代の感覚で見ると特筆すべき点は無いが、当時としては最先端の建築デザインであった。グロピウスは1928年に校長を退き、グロピウスの後継者にはハンネス・マイヤーが指名された。
ヴァイマルがドイツ古典主義の影響が濃い歴史ある文化都市であったのに対して、当時のデッサウは、ユンカース（航空機メーカー）の企業城下町の新興工業都市であったことから、移転先に選ばれた。
ムテジウスの系譜に連なるマイヤーは唯物論の立場から「バウエン」(Bauen, 建築、構築)を唱え、全てを規格化・数値化・計量化し、合目的性・経済性・科学性を徹底的に重視させた。これによりドイツ表現主義的な審美性は無くなり、造形の呼称は「美」に代わって「形成」 (Gestaltung) とされた。マイヤーの手腕でバウハウスは初めて黒字化し、国際的な評価が高まり、同校のデザイン活動は最高潮に達していた。1929年6月にマイヤーの後援でバウハウス内に「ドイツ共産党細胞」という同好会が結成された。マイヤーが公然たる共産主義者であったこともあり、さらにバウハウスはナチスら右翼勢力に敵視されるようになる。
1930年にマイヤーは解任され、ルートヴィヒ・ミース・ファン・デル・ローエが校長に就任した。1932年にデッサウ校は閉鎖し、首都ベルリンへ移転して私立学校になった。ミース・ファン・デル・ローエの方針はマイヤーの「バウエン」を継承しつつも、政治色を払拭するものだった。
1933年にはナチスにより閉校される前にミース・ファン・デル・ローエにより解散された。
（出典、Magdalena Droste"Bauhaus", Taschen）
ミース自身はアメリカへ亡命し、モホリ＝ナジ・ラースローも国外に移動しているなど、国外に活動の場は移動されることとなった。バウハウス関係者とナチスの関係は一様ではなく、強制収容所の設計・建設に協力した者や、強制収容所で獄死した者もいた。

## バウハウスの継承

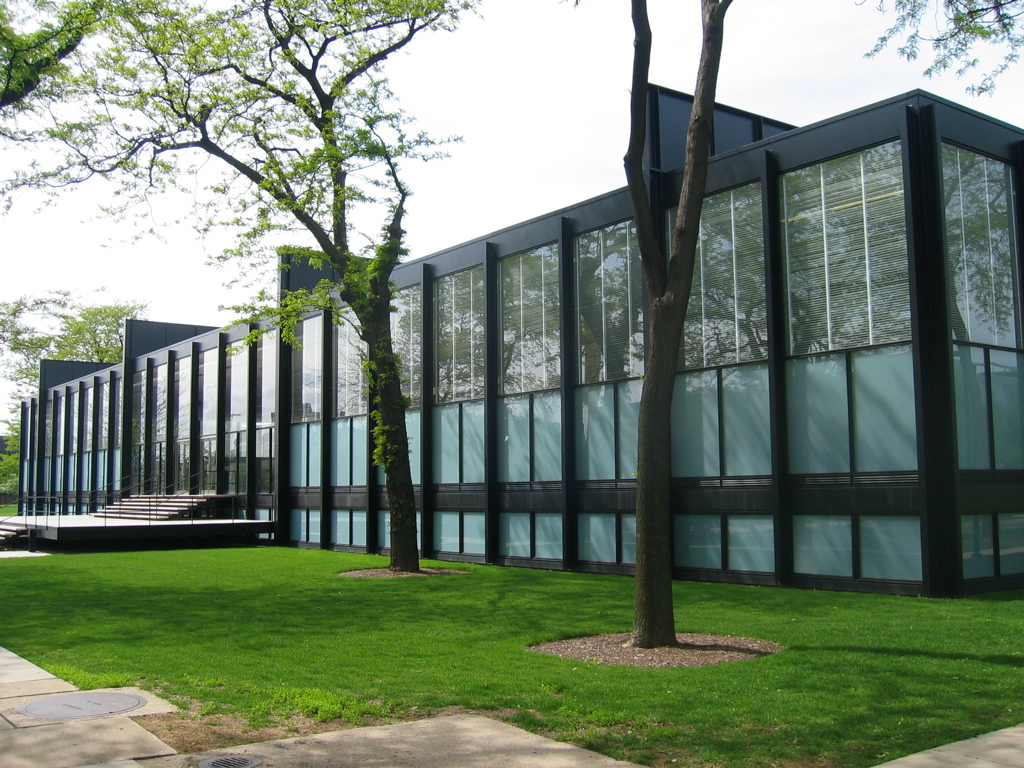
イリノイ工科大学クラウンホール (設計：ミース・ファン・デル・ローエ)

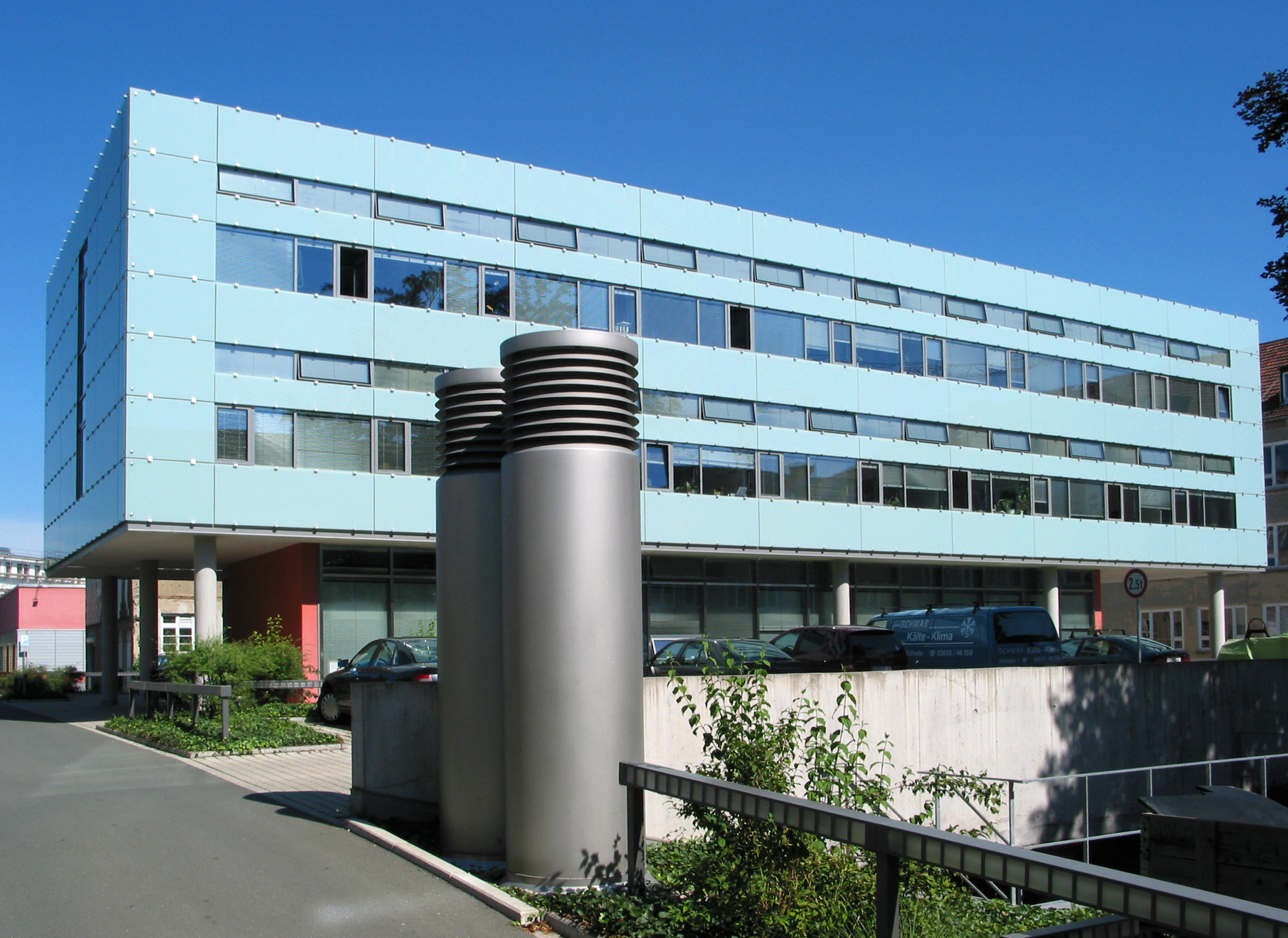
バウハウス大学ヴァイマル

モホリ＝ナジは、アメリカ中西部のイリノイ州・シカゴ芸術産業協会に招かれ、ニュー・バウハウスを設立した（1937年）。財政難のため1年ほどで閉鎖されたが、1939年に School of Design Chicago として再開、1944年には拡大し The Institute of Design となった。シカゴでの活動は特に写真の分野が有名である。モホリ＝ナジの教育方式は、1949年にイリノイ工科大学（IIT）に引き継がれた。EUのフォン・デ・アライエン委員長は、2020年の一般教書でニュー・グリーン・ディールの計画として、ニュー・ヨーロピアン・バウハウスの建設を計画していることを表明した。
ヴァイマル校舎は、旧東ドイツの時代は建築・土木工科大学 (Hochschule für Architektur und Bauwesen Weimar) が運営されたが、東西併合後はバウハウスの流れを汲む国立の総合芸術大学としての再編が計画され、1996年に建築、土木工学、アート & デザイン、メディアの四領域を有するバウハウス大学ヴァイマルが発足し改めてバウハウスの名を掲げることとなった。その中でも、大学院修士課程 (MFA) のみのコースとして設置された "Public Art and New Artistic Strategies" は、バウハウス大学の全領域を横断しながら新しい芸術を探求する実験的なコースとして注目されている。
1999年9月、「バウハウス・デッサウ財団」が管理するデッサウ校舎において理事長を務めるオマー・アクバーが、実験的教育機関「バウハウス・コレーグ」を立ち上げた。対象は大卒や専門課程既卒者でクラスは英語で行われる。往来のバウハウスが掲げていた｢全ては建築に収束する｣でなく、テーマは｢都市」。メディア、建築、アート、デザインなどの専門知識を持った 20 人前後の学生たちで成り立つ。バウハウスブランドを利用しているという批判もあるが、21世紀のバウハウスを見据えた実験的試みが行われている。
財団は2019年9月、バウハウス美術館をデッサウに開館した。ポップ・カルチャーへの影響としては、英国のゴシック・ロック・バンド、バウハウスがあげられる。

## 世界遺産
「ヴァイマルとデッサウのバウハウスとその関連遺産群」は、1996年に世界遺産(文化遺産)に登録された。バウハウス叢書の刊行も含め、後世の美術芸術・美術思想・美術教育等に与えた影響は大きい。

## 日本からの留学者
バウハウスへの日本人留学者は、水谷武彦（東京美術学校助教授）と山脇巌・道子夫妻がいる。
- 山脇巌『バウハウスの人々 近代建築家7』彰国社、1954年。各・回想記
- 山脇道子『バウハウスと茶の湯』新潮社、1995年4月
- 『山脇道子 バウハウス回想集』川畑直道編、みすず書房、2025年6月

水谷らは帰国後は美術学校でバウハウス流の造形教育を行った。
- 新建築工芸学院（1932年 - 1938年）

日本の高等芸術学校。水谷武彦、山脇巌・道子夫妻が講師として参加。
山脇巌はバウハウス閉鎖後に帰国し、バウハウスで学んだフォトコラージュによる作品「バウハウスへの打撃」（ナチスの突撃隊とバウハウスの写真などを組み合わせた）を制作した。戦後、山脇は日本大学芸術学部教授に就き、バウハウスの経験をもとにカリキュラムを作成する。これが日本で初の大学におけるデザイン教育となる（当時は美術学科の中にあるデザイン専攻。現在はデザイン学科として独立）。なお同時期の留学生山口文象は、グロピウス（辞任後はベルリン在住）の事務所で勤務していた。

## その他

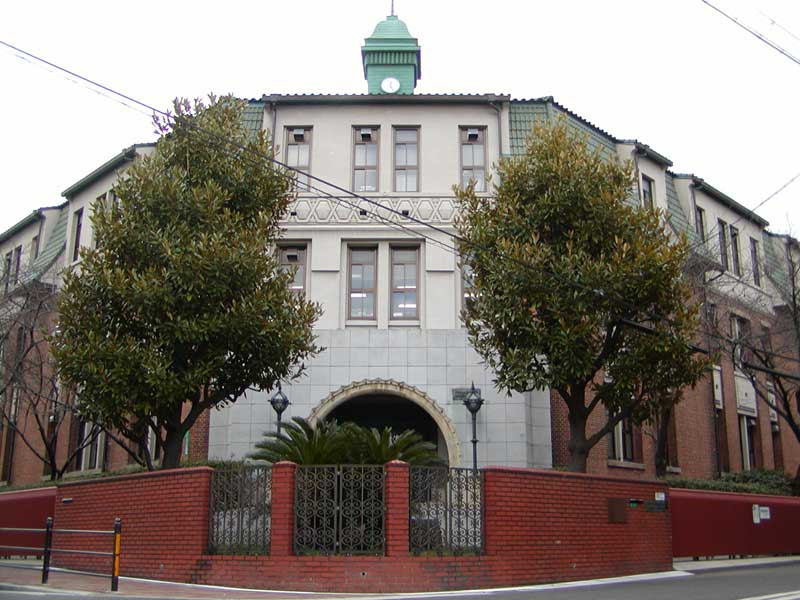
大阪市立工芸高等学校本館

1924年竣工の大阪市立工芸高等学校本館 (竣工時は旧制の大阪市立工芸学校) はアール・ヌーヴォー風の建物で、ヴァン・デ・ヴェルデのヴァイマル・バウハウス校舎に影響を受けたと言われている。本館校舎は2000年12月12日に、大阪市指定有形文化財に指定されている。また2008年には日本の産業近代化を支えた技術者教育の歩みを知る事が出来る施設として、近代化産業遺産に認定されている。創立間もない頃、山口正城がドイツのバウハウスの教育を取り入れた。第二次世界大戦前、国内でバウハウス式教育を実践していたのは、同校と東京の新建築工芸学院だった。

## 参考画像

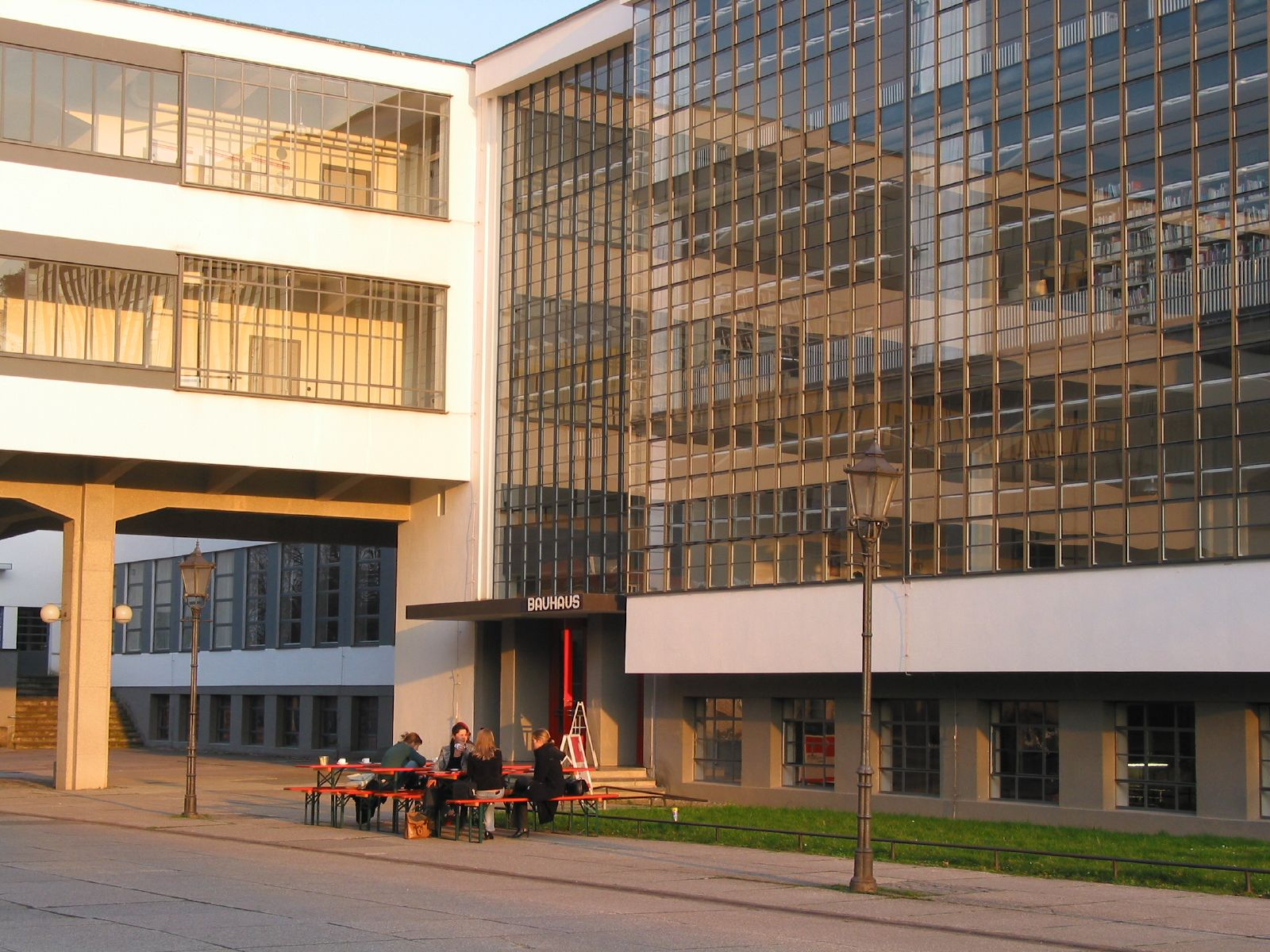
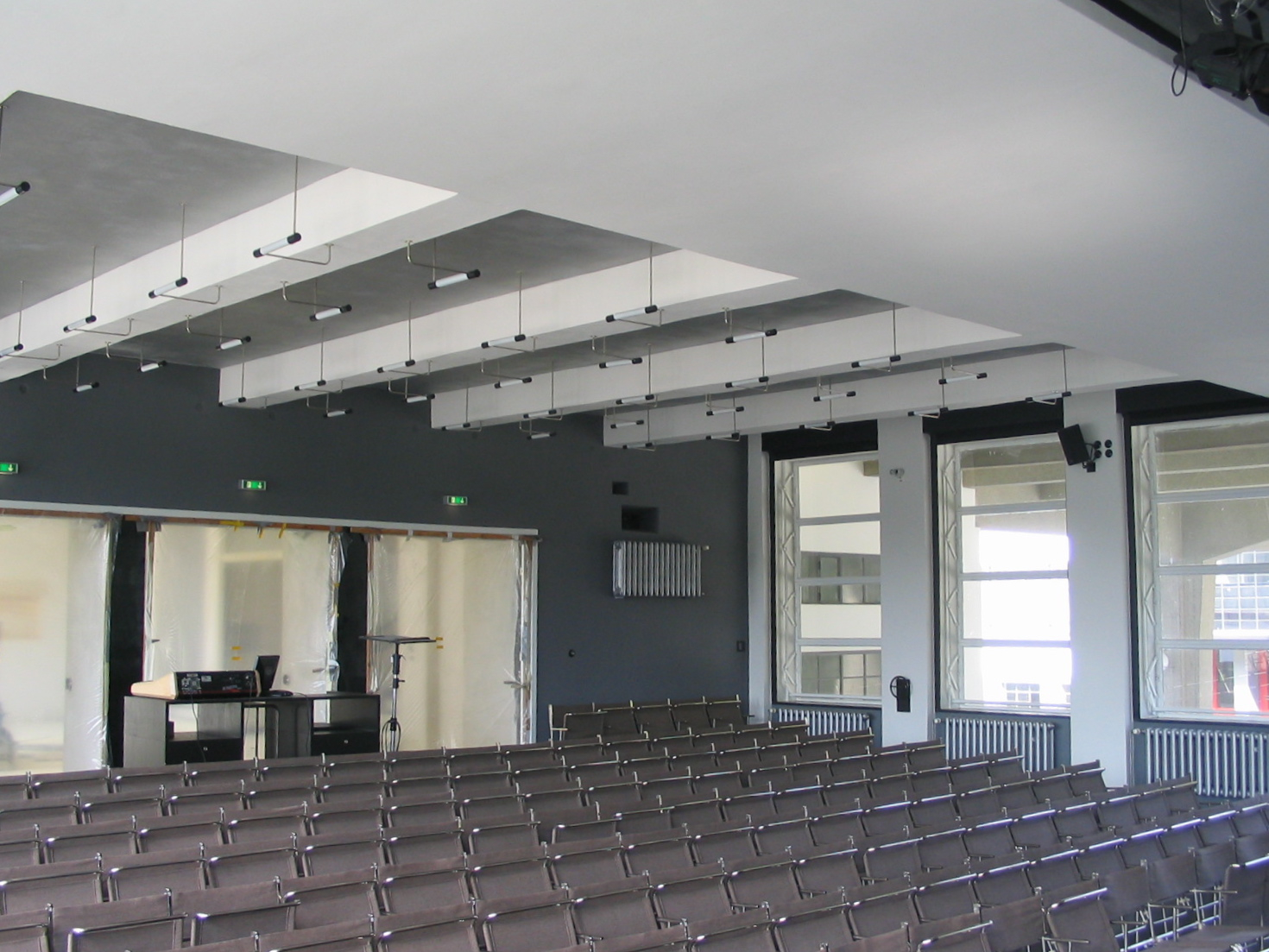
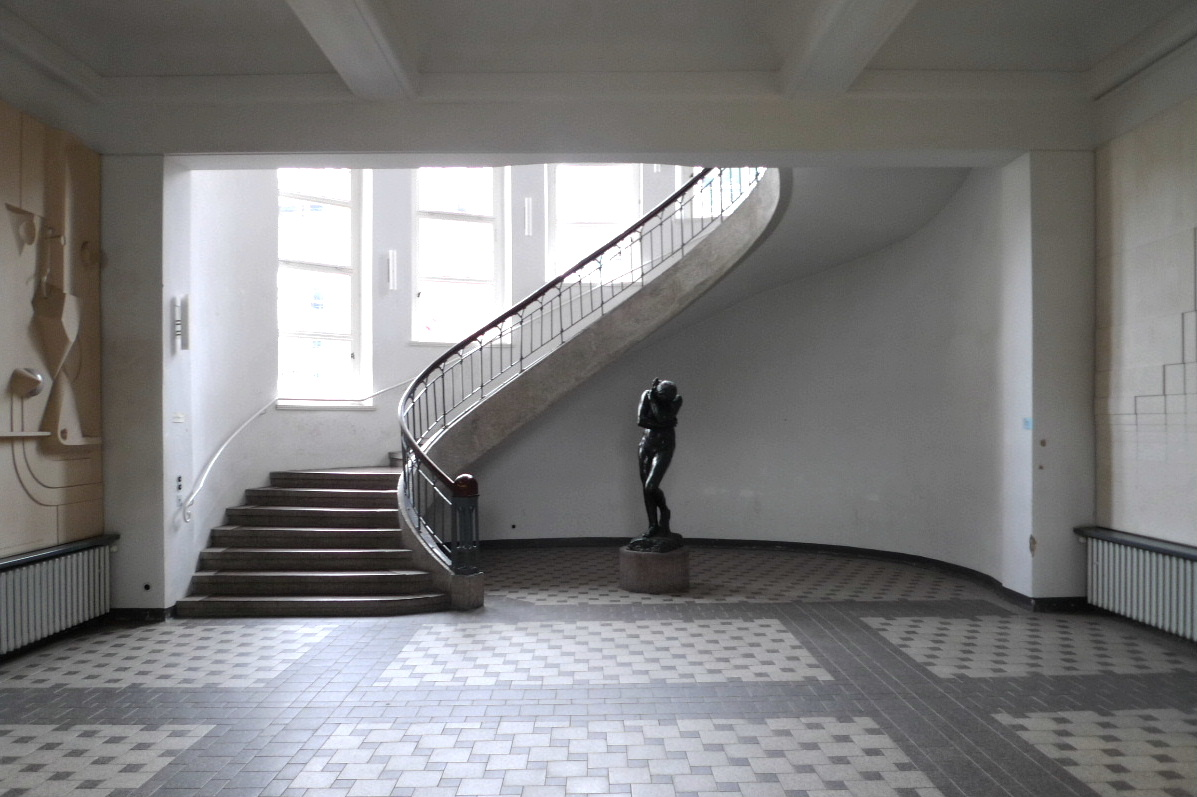
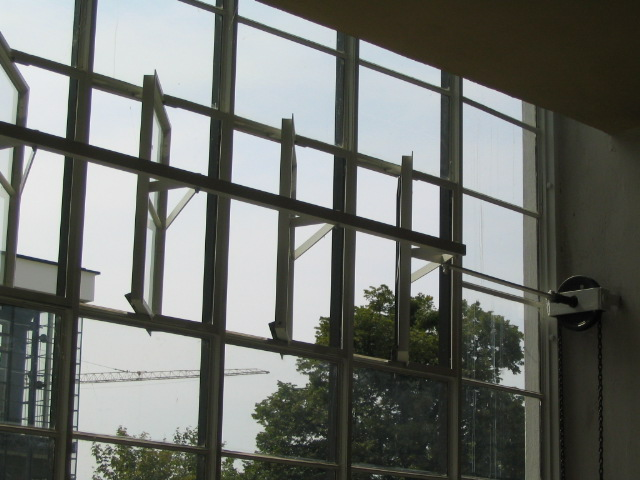

## 校名・校長の変遷
| 年             | 校名                       | 校長                         |
| -------------- | -------------------------- | ---------------------------- |
| 1919年〜1925年 | 国立バウハウス・ヴァイマル | グロピウス                   |
| 1925年〜1928年 | 市立バウハウス・デッサウ   | グロピウス                   |
| 1928年〜1930年 | 市立バウハウス・デッサウ   | マイヤー                     |
| 1930年〜1932年 | 市立バウハウス・デッサウ   | ミース・ファン・デル・ローエ |
| 1932年〜1933年 | 私立バウハウス・ベルリン   | ミース・ファン・デル・ローエ |

### 運営に係わった人物
- ヴァルター・グロピウス
- ミース・ファン・デル・ローエ
- パウル・クレー
- ヨゼフ・アルバース
- ヨハネス・イッテン
- テオ・ファン・ドゥースブルフ
- モホリ＝ナジ・ラースロー
- ワシリー・カンディンスキー
- リオネル・ファイニンガー
- ヘルベルト・バイヤー
- オスカー・シュレンマー
- ピエト・モンドリアン
- マルセル・ブロイヤー
- マリアンネ・ブラント
- カジミール・マレーヴィチ
- アルベール・グレーズ

## 関連書籍
原典
- バウハウス叢書 （日本語版 全14巻）。中央公論美術出版、1991-99年、新装普及版 2019-20年

1. 国際建築、ヴァルター・グロピウス。貞包博幸訳
2. 教育スケッチブック、パウル・クレー。利光功訳
3. バウハウスの実験住宅、アドルフ・マイヤー編。貞包博幸訳
4. バウハウスの舞台、オスカー・シュレンマー、モホリ＝ナジ・ラースロー、ファルカス・モルナール。利光功訳
5. 新しい造形　新造形主義、ピート・モンドリアン。宮島久雄訳
6. 新しい造形芸術の基礎概念、テオ・ファン・ドゥースブルフ。宮島久雄訳
7. バウハウス工房の新製品、ヴァルター・グロピウス。宮島久雄訳
8. 絵画・写真・映画、モホリ＝ナギ。利光功訳
9. 点と線から面へ、ヴァシリー・カンディンスキー。宮島久雄訳
10. オランダの建築、J.J.P.アウト。貞包博幸訳
11. 無対象の世界、カジミール・マレーヴィチ。五十殿利治訳
12. デッサウのバウハウス建築、ヴァルター・グロピウス。利光功訳
13. キュービスム、アルベール・グレーズ。貞包博幸訳
14. 材料から建築へ、モホリ＝ナギ。宮島久雄訳

- 『ヴァイマルの国立バウハウス 1919-1923』利光功編訳、中央公論美術出版、2009年。創立90年記念出版
- 『バウハウスの人々 回想と告白』エッカート・ノイマン編／向井周太郎・相沢千加子・山下仁訳、みすず書房、2018年

図録・解説
- 『バウハウス・デッサウ展』 2008年（島津京、細谷誠、河野朋子、遠藤加奈子編）、産経新聞社発行
2008年4月から2009年3月に、4ケ所（東京藝術大学美術館、静岡県・浜松市美術館、新潟県・新潟市新津美術館、栃木県・宇都宮美術館）で開催。
- 『「きたれ、バウハウス」展』図録、2020年夏に東京ステーションギャラリーほか5ヶ所で開催。論考16編＋原典訳3編を収録
- 『バウハウス展　ガラスのユートピア』 宇都宮美術館 編、2000年
- 『Bauhaus 1919-1933　バウハウス』 セゾン美術館、1995年 - 展覧会図録は他多数
- 『バウハウス 百年百図譜』伊藤俊治解説、Book&Design、2021年

- 『バウハウスとその周辺』（叢書・別巻） 利光功、宮島久雄、貞包博幸編、中央公論美術出版、1996-1999年
  - 「1 美術・デザイン・政治・教育」、「2 理念・音楽・映画・資料・年表」

- 『ユリイカ　詩と批評　特集バウハウス』1992年11月号、青土社 - 論考は一部
- 『特集バウハウス 1919-1999』 伊藤俊治・大口晃央ほか ＜10+1 = Ten plus one No.17＞INAX出版、1999年 - 同上

昭和期の概説書
- 『バウハウス 歴史と理念』利光功、美術出版社・美術選書、1970年、新版1988年／増訂版 マイブック・サービス、2019年
- 『バウハウス 近代デザイン運動の軌跡』ギリアン・ネイラー、利光功訳、PARCO 出版局、1977年、度々再版
- 『バウハウス その建築造形理念』杉本俊多、鹿島出版会・SD選書、1979年、同上

21世紀の概説書
- 『誰にでもわかる20世紀建築の3大巨匠＋バウハウス』 マガジンハウスムック、2006年。入門書
- 『バウハウスとはなにか』阿部祐太、阿部出版、2018年
- 『バウハウスってなあに？』インゴルフ・ケルンほか、バウハウス・デッサウ財団編、白水社、2019年。年少向け入門書
- 『もっと知りたい バウハウス』杣田佳穂、東京美術「アート・ビギナーズ・コレクション」、2020年。同上
- 『バウハウス　モダン・デザインの源流』竹原あき子、緑風出版、2023年

写真集 2000年代に刊行
- 『バウハウス 1919－1933』 タッシェン 建築デザインシリーズ

マグダレーナ・ドロステ、Mariko Nakano訳 タッシェン・ジャパン、新版2009年
- 『ヴァルター・グロピウス バウハウス1925-26、ファグス工場1911-25』

〈GAグローバル・アーキテクチュア70〉A.D.A.Edita Tokyo/二川幸夫企画・撮影/デニス・シャープ文
学術書
- 『バウハウスと戦後ドイツ芸術大学改革』 鈴木幹雄、長谷川哲哉編著、風間書房、2009年
- 『ナチス時代のバウハウス・モデルネ』 ヴィンフリート・ネルディンガー編、清水光二訳、岡山：大学教育出版、2002年